# 하츠 오브 아이언 4: 바이 블러드 얼론
바이 블러드 얼론(영어: By Blood Alone→오직 피로써, 약칭: BBA)는 패러독스 개발 스튜디오에서 개발하고 이탈리아, 스위스, 에티오피아에 초점을 맞춘 하츠 오브 아이언 4의 여덟 번째 확장 DLC이다. 1.12 패치와 함께 출시했다. 평화 회의 개편, 비행기 디자이너, 유닛 메달, 금수 조치 상호 작용과 같은 기능을 비롯해 이번 DLC의 변경 국가는 '권력의 균형'이란 시스템이 추가되었다. 또, 이탈리아와 스위스, 오스트리아에 상호 이동이 불가능한 프로빈스가 생겼다.

## 변경점

### 기능
- 새로운 평화 회의 옵션: 지도에서 일부 지역 또는 국가 전체를 비무장 지대로 바꾸고, 패전국의 주력함 공매에 입찰하고, 전쟁 배상으로 적군의 자원이나 공장을 요구하세요.
- 비행기 디자이너: 속도가 무엇보다 중요한 요격기, 하늘에서 톤 단위의 폭탄을 쏟아붓도록 제작된 튼튼한 폭격기 등 다양한 비행기를 디자인하고 제작해 보세요.
- 유닛 메달: 부대별 성취 기록을 통해 부대의 활약을 살피고, 실전에서 뛰어난 활약을 보인 부대의 지휘관에게 고유 메달을 수여할 수 있습니다.
- 금수 조치 상호 작용: 전 세계적으로 긴장감을 고조시키는 국가가 있다면 새로운 외교 상호 작용 기능인 금수 조치를 단행해 무역을 중단시키세요.

### 국가

#### 이탈리아
기존의 부실했던 이탈리아의 중점을 개선하며, 대체 역사는 이전 노 스텝 백과 같이 DLC에서 제공될 것으로 보인다.
역사적 루트가 개편되며, 후반에 이탈리아 내전 속 추축국의 이탈리아 사회공화국과 연합국의 이탈리아 왕국 중 하나를 플레이할 수 있다.

#### 에티오피아
공용 중점을 사용했던 이전과 달리, 이탈리아에 저항하는 중점부터 시온 제국 형성과 같은 요소가 추가된다.

#### 스위스
이번 DLC로 스위스의 주는 기존의 2개(스위스, 스위스 동부)에서 5개(쥐라 산맥, 스위스 고원, 동부 스위스 외 2개)로 변경되었다. 시작 스위스의 징병법은 징병 가능 인구 10%와 산악 민병대를 제외한 편제의 군대를 양성할 수 없는 '스위스 민병대'이다.

## 도전 과제
이번 업데이트로 총 19가지의 도전과제가 추가되었다.

## 사운드트랙
- 예약 특전 - Bella Ciao (벨라 차오)

#### 이탈리아
- 저항 할 수 없는 도시 (Cittadina Irresistibile)
- 전투 할 때까지 (Fino A Combattere)
- 군인들의 행진 (La Marcia Dei Soldati)
- 옛 친구들의 전투 (Lotta Di Vecchi Amici)

#### 에티오피아
- 에티오피아 고원 (Ethiopian Highlands)
- 안전한 곳 (Safer Grounds)
- 홍해의 위협 (Threat From Red Sea)
- 야생 환경 (Wildlife Surroundings)

#### 스위스
- 조국 (Dem Vaterland)
- 자유를 위한 대가 (Der Preis Fur Die Freiheit)
- 열병식 (Die Parade)
- 귀향일 (Tag Der Heimkehr)

## 같이 보기
- 하츠 오브 아이언4

## 개발 일지
- 2022년 6월 7일 - 발표
- 2022년 6월 15일 - 이탈리아 #1
- 2022년 6월 22일 - 스위스 #1
- 2022년 6월 29일 - 에티오피아 #1
- 2022년 7월 6일 - 이탈리아 #2
- 2022년 7월 13일 - 스위스 #2
- 2022년 7월 20일 - 흥미로운 요소 #1
- 2022년 7월 20일 - 에티오피아 #2
- 2022년 8월 3일 - 항공기 디자이너
- 2022년 8월 10일 - 사단장 & 훈장
- 2022년 8월 17일 - 평화 협상
- 2022년 8월 24일 - 예약 구매, 삶의 질 향상
- 2022년 8월 31일 - 모딩
- 2022년 9월 14일 - 기술
- 2022년 9월 21일 - 그림 & 도전과제